# 美國國家醫學圖書館分類法
美國國家醫學圖書館分類法（National Library of Medicine classification, NLM），是美国專門針對健康科學而設的分類法。

## 简介
於1951年正式發行第一版，1958年發行第二版，1964年發行第三版，1969年發行第三版及補篇，1978年發行第四版，1981年修訂第四版，現行為第五版，於1994年12月出版，書末附類號增刪對照表(Number Added or Deleted)，可據以對照1981年版之舊類號。2000年10月發底發行第五版於1999年所出的修定版，2002年10月初宣佈NLM分類法之電子版開始上線運作，線上版的分類法提供索引中的類號與總表類號的超連結，並且索引用語可直接連結至MeSH Browser的標題。自2002年起，NLM分類法每年僅以電子版之形式發行。
NLM分類法與LC分類法很有關係，NLM分類法是利用LC分類法中的空號QS-QZ，用來表示醫預科學(preclinical science)和R(medicine)，因為這些主題與NLM分類法重複。另外，美國國家醫學圖書館也極少使用LC分類表中的K(Law)，而將有關醫學的法律作品依相關主題各入其類，另外，LC類表中的醫學圖書館經常使用者則有BF(psychology)、H(sociology)、Q-QP(science(QM除外))、L(education)，Z(bibliography)等幾類。

## 分类历史
| 版本         | 年代 |
| 第一版       | 1951 |
| 第二版       | 1958 |
| 第三版       | 1964 |
| 第三版補篇   | 1969 |
| 第四版       | 1978 |
| 第四版修訂版 | 1981 |
| 第五版       | 1994 |
| 第五版修訂版 | 2000 |
| 電子版       | 2002 |